# Pablo Contreras
Pablo Andrés Contreras Fica (* 11. September 1978 in Santiago de Chile) ist ein ehemaliger chilenischer Fußballspieler.
Zuletzt stand der Außenverteidiger beim griechischen Klub Olympiakos Piräus unter Vertrag. Neben der chilenischen Staatsangehörigkeit besitzt Contreras auch die Spaniens.

## Karriere

### Verein
Pablo Contreras begann seine Profikarriere 1996 bei seinem Jugendverein CSD Colo-Colo aus Chile. Zu seinem Debüt in der Primera División kam er jedoch erst 1997. Bereits nach Ablauf seines ersten Profijahres konnte der Verteidiger mit seinem Klub die chilenische Meisterschaft gewinnen. Im Folgejahr verteidigte man den Titel. Nachdem er dort 3 Jahre lang überzeugen konnte und Aufmerksamkeit europäischer Teams erhielt, unterzeichnete Contreras 1999 beim französischen Erstligisten AS Monaco. Als junger Spieler wurde er schnell ins Team aufgenommen und hatte Anteil am Gewinn der Ligue 1. Im Sommer darauf folgte der Sieg im Spiel um die Trophée des Champions, den Superpokal. Während seiner Zeit in Monaco kam Contreras zu seinen ersten Einsätzen im UEFA-Pokal und der UEFA Champions League.
Im Januar 2001 wurde dem Defensivspieler vorgeworfen, er nutze einen gefälschten italienischen Pass, um die EU-Staatsangehörigkeit zu erlangen. Daraufhin wurde er von einem Pariser Gericht verurteilt, musste 30.000 € Strafe zahlen und wurde für zwei Jahre für die Ligue 1 gesperrt. Aus diesem Grund liehen ihn die AS-Verantwortlichen noch in der Winterpause an den argentinischen Klub Racing Club Avellaneda. Nach seiner Rückkehr suchte der Klub weiter nach einem neuen Verein für Contreras und fand diesen im spanischen Erstligisten Celta Vigo. Noch bevor er für seinen neuen Verein auflief, wurde der Verteidiger an den Ligakonkurrenten CA Osasuna ausgeliehen, wo er zu regelmäßiger Einsatzzeit kam. Zur Folgespielzeit folgte ein Leihgeschäft dem portugiesischen Topclub Sporting Lissabon.
Nach seiner Rückkehr zu Celta Vigo schaffte es Contreras endlich Trainer Miguel Ángel Lotina zu überzeugen. In den folgenden viereinhalb Jahren war der Rechtsverteidiger Stammspieler beim spanischen Klub. Obwohl Contreras 2003/04 mit Celta noch in der Champions League spielte, folgte der Abstieg in die Segunda División. Allerdings erreichte der Verein dort einen zweiten Platz und konnte 2005 den Wiederaufstieg feiern. Nachdem der Saisonbeginn 2007/08 nicht optimal für den Chilenen verlief, entschieden sich beide Seiten zu einer Auflösung des Vertrags in der Winterpause. Kurz darauf zog es ihn zum zweiten Mal nach Portugal, wo er sich Sporting Braga anschloss. Nach nur sechs Monaten zog es ihn zum griechischen Club PAOK Thessaloniki. Auf Anhieb wurde die Mannschaft mit Contreras griechischer Vizemeister. Ein Jahr darauf reichte es zu Rang drei. Der Defensivspieler war in beiden Jahren Leistungsträger und wichtige Stütze im Abwehrverbund der Mittelmeerkicker. Im Januar 2012 wechselte er zurück zu seinem Jugendverein Colo Colo in die chilenische Primera Division, wo er jedoch nur kurz blieb. Olympiakos Piräus suchte einen neuen Verteidiger und verpflichtete Contreras im August 2012.
Im September 2013 unterzeichnete Contreras einen Vertrag als Marquee beim australischen Profiklub Melbourne Victory. Nach der Saison beendete er seine aktive Karriere.

### Nationalmannschaft
Pablo Contreras kann auf eine bewegte Nationalmannschaftskarriere zurückblicken. Sein Debüt für die Südamerikaner gab er am 17. Februar 1999 im Spiel gegen Guatemala. Zwar konnte sein Team sich nicht für die beiden WM-Endrunden in Japan/Südkorea 2002 und Deutschland 2006 qualifizieren, doch nahm er an der Copa América 1999 und 2007 für Chile teil. Nach dem Viertelfinaleinzug 2007 randalierten Contreras und fünf Mitspieler im Hotel und wurden dafür im Anschluss an das Turnier vom chilenischen Verband für 20 Spiele gesperrt.
Nach zehn Spielen Buße und einer öffentlichen Entschuldigung wurden Contreras und die weiteren Beteiligten wieder im Kreis der Nationalmannschaft aufgenommen.
Sein bisher größter internationaler Erfolg war die Bronze-Medaille 2000 bei den Olympischen Sommerspielen 2000 in Sydney. Im kleinen Finale gelang der Erfolg über die USA. Anschließend wurde er zum besten Verteidiger des Turniers gewählt.
Zwischen Oktober 2007 und Oktober 2009 qualifizierte man sich für die Endrunde der Fußball-Weltmeisterschaft 2010. Daraufhin wurde der Defensivspieler im Mai 2010 von Trainer Marcelo Bielsa in den Kader der Chilenen für die Weltmeisterschaft in Südafrika berufen. Damit ist er der älteste Spieler im Team der Anden-Fußballer. Mit Chile erreichte er das WM-Achtelfinale, in dem man Brasilien mit 0:3 unterlag.

## Erfolge

### Verein
- Chilenischer Meister mit Colo Colo Santiago: 1997, 1998
- Französischer Meister mit AS Monaco: 2000
- Trophée des Champions mit AS Monaco: 2000
- Aufstieg in die Primera División mit Celta Vigo: 2005
- Griechischer Meister 2012/13 mit Olympiakos Piräus
- Griechischer Pokalsieger 2012/13 mit Olympiakos Piräus

### Nationalmannschaft
- Bronze bei den Olympischen Sommerspielen mit Chile: 2000

### Individuell
- Bester Verteidiger bei den Olympischen Sommerspielen: 2000